# جمعية الهلال الأحمر العراقي
جمعية الهــلال الأحمر العراقي هي الجمعية الطبية الرسمية في دولة العراق تأسست عام 1932.

## تاريخ الجمعية
تأسست الجمعية في 1932 على يد السيد ارشد العمري أمين عام بغداد حيث دعا العمري 150 شخصا من وجهاء المملكة وإشرافها ومفكريها وعرض عليهم فكرة تأسيس جمعية الهلال الأحمر العراقي أسوة بالبلدان المتحضرة وقد تقرر انتخاب 16 عضوا لوضع مسودة للنظام الأساسي للجمعية.
- 29/2/1932 تشكلت جمعية الهلال الأحمر العراقي.
- 1/3/1932 اجتمعت الهيئة العامة وانتخبت من بينها هيئة أدارية مكونة من 8 أعضاء.
- 16/6/1934 نالت اعتراف اللجنة الدولية للصليب الأحمر والهلال الأحمر بجمعية الهلال الأحمر العراقي.
- 23/6/1934 أنظمت جمعية الهلال الأحمر العراقي إلى عضوية الاتحاد الدولي لجمعيات الصليب الأحمر والهلال الأحمر.
- أشارت المادة السادسة والعشرين من النظام الأساسي لعام 1988 إلى إن للجمعية علامة فارقة وهي هلال احمر رفيع تكون فتحته على يمين الناظر وباللون الأحمر ويكتب فيه اسم الجمعية باللغتين العربية والإنكليزية باللون الأبيض وسط الإطار الأخضر.

وتوضع هذه العلامة على جميع ممتلكات الجمعية ومذاخرها ومستشفياتها ومراكزها ووسائط نقلها ولا يحق للمؤسسات الأخرى استعمالها. وتكون الهيئات والمعدات والمراكز الصحية التي تحمل علامة الهلال الأحمر مصونة من التجاوز والتعرض على وفق أحكام المادة 44 من اتفاقية جنيف لسنة 1949.

## عملها
هي جمعية إنسانية وطنية مستقلة عملها تخفيف الآم ومعاناة أبناء المجتمع من دون تمييز في أوقات السلم والحرب أثناء الكوارث الطبيعية وغير الطبيعية وتعد الجمعية واحدة من الجمعيات الفعالة في الحركة الدولية للصليب الأحمر والهلال الأحمر.
ويعتمد عمل الجمعية على مبدأ العمل التطوعي حيث يعتبر القاعدة الأساسية في عمل جمعية الهلال الأحمر العراقي وقد التزمت الجمعية منذ بداية تأسيسها بمبدأ العمل التطوعي الذي يعتبر من المبادئ الأساسية للحركة الدولية.
والخدمة التطوعية هي تجسيد للمبادئ الأساسية للحركة الدولية والهلال الأحمر حيث يعتبر المتطوعين الركيزة الأساسية لعمل الجمعية فالإغاثة التطوعية لا تعمل لأجل أي مصلحة وتهدف إلى توفير الإغاثة التطوعية دون أن تسعى إلى تحقيق أي ربح.

## في وقت الحرب
تسعى الجمعية إلى مساعدة الجرحى وتخفيف ألآمهم والبحث عن المفقودين والأسرى وتقديم المعونة الصحية إلى مرضى وجرحى الحرب دون تمييز بين صديق وعدو حسب الاتفاقيات الدولية.

## في وقت السلم
تسعى الجمعية إلى إسعاف المتضررين من جراء الكوارث الطبيعية داخل وخارج البلاد مثل الفيضانات والزلازل والبراكين وأوبئة حيث تقوم بفتح مستوصفات ومراكز الإسعاف الأولي وإعداد كوادر المتطوعين على أعمال الإسعاف الأولي والتمريض لتهيئتهم لحالات الطوارئ.

## روابط خارجية
الموقع الرسمي لجمعية الهلال الأحمر العراقي